# Gefco
Gefco est une entreprise internationale française de logistique industrielle disposant d'un réseau de transport terrestre privé multimodal (route et rail) avec quatre-vingts hubs et agences dans les zones de développement stratégique et de 65 plate-formes logistiques.
Le groupe Gefco a été créé en 1949 par le constructeur automobile français Peugeot SA en tant que filiale pour gérer son réseau de distribution. Il est resté une filiale à 100% de l'entreprise française jusqu'en 2012, date à laquelle la Compagnie des chemins de fer russes (RŽD), que possède l'État russe, devient actionnaire majoritaire du groupe avec 75% des titres, les 25% restants appartenant au Groupe PSA. Depuis le 8 avril 2022, le Groupe CMA CGM a acquis près de 100% du capital de Gefco. Le 10 janvier 2023, CMA CGM annonce que Gefco sera intégrée à CEVA logistics. Le logo Gefco disparaîtra progressivement des trains, camions et entrepôts dès la même année.
Historiquement Gefco est l'acronyme de Groupage Express de Franche-Comté.

## Histoire

### De la création par Peugeot SA en 1949 à la vente en 2012
Peugeot SA crée le 27 décembre 1949 la société « Les Groupages Express de Franche-Comté » ou Gefco afin de posséder sa propre filiale de distribution de biens. L'avis de création officielle est finalisé en 1950. Le groupe commence alors à ouvrir ses propres dépôts. À l'origine, Gefco fut d'abord créé pour améliorer les opérations de transport des marchandises entre Paris et l'usine PSA de Sochaux.
En 1969, le groupe rachète Fourgon Dauphinois Bellier, et en 1977, le groupe Soler Seguin.
En 1970, Gefco commence ses activités de logistique avec l'ouverture de la plate-forme de Lyon. Gefco lance également ses activités de douane et de représentation fiscale.
L'évolution de l'activité Gefco passe également par la création de différents services tels que le lancement de son activité de transport de voitures par mer ainsi que les transports aériens avec la création de l'agence de Bâle-Mulhouse.
En 1975, la société Air Gefco se crée.
À partir des années 1980, Gefco s'étend en Europe de l'Ouest via la création de filiales en Suisse et au Royaume-Uni (1981), puis dans les années 1990, Gefco s’implante en Europe centrale et orientale, en Amérique du Sud, en Afrique du Nord et en Asie.
Dans le début des années 2000, le groupe ouvre de multiples filiales, marquant un fort développement à l'international : Allemagne et Pologne pour l'Europe, Brésil et Argentine pour le Mercosur, Maroc, Tunisie, Chine, Hong-Kong, Chili. En 1986, Gefco Espagne est créé
En 1989, c'est la création de Gefco Spécial.
En 1990, Gefco débute dans les activités de transport des deux-roues, pour Piaggio et Peugeot Motocycles.

### L'État russe, actionnaire majoritaire à partir de 2012
En décembre 2012, la Compagnie des chemins de fer russes RZD acquiert 75 % des parts de Gefco pour une valeur de 800 millions, devenant ainsi le principal actionnaire. PSA Peugeot Citroën garde les 25 % des parts restantes. Depuis 2010, Gefco approvisionnait par le rail l'usine de montage automobile PSA en Russie. Pour le président de la RZD de l'époque, Vladimir Iakounine, un proche du président russe Vladimir Poutine, il s'agit de profiter de la qualité du réseau logistique ramifié et des technologies françaises.
À partir de 2014, la Crise de Crimée voit au niveau international, les États-Unis, l'Union européenne et d'autres pays s'opposer à la Russie, l'accusant de violer le droit international et la souveraineté de l'Ukraine. Le président du directoire de Gefco, le Français Luc Nadal, se réjouit que Vladimir Iakounine n'ait pas été sanctionné par l'Union européenne, à la différence des Etats-Unis, et précise que les autres sanctions américaines sur la Russie n'ont entraîné aucune conséquence pour Gefco.
En 2015, Gefco rachète la société IJS Global afin de développer sa présence à l'international pour son activité transitaire et de Freight forwarding. Ce rachat permet ainsi à Gefco de renforcer sa présence en Chine, en Asie du Sud-Est, aux États-Unis, au Royaume-Uni, aux Pays-Bas, en Allemagne et en Australie. De plus Gefco développe son expertise dans les secteurs suivants : pharmaceutique, l'équipement médical, l'aérospatiale et la défense.
En avril 2015, Gefco annonce étudier un plan social qui se traduirait par la suppression d'environ 500 postes en France, soit plus de 10 % de ses effectifs dans le pays.
En novembre 2016, Gefco et PSA annoncent avoir signé un nouvel accord d’exclusivité par lequel PSA confie à Gefco la gestion et l’optimisation de l’ensemble de sa supply chain industrielle au niveau mondial pour la période 2017-2022.
En 2017, des discussions sont en cours au sujet de la vente d'une partie de son capital par la RZD, dont le président est alors Oleg Belozerov, nommé par le premier ministre russe Dmitri Medvedev,. « L'option d'une vente est envisagée. De notre point de vue, pour diriger, il est suffisant de posséder 50% plus une action », avait déclaré Oleg Belozerov le 30 mai 2017 au quotidien économique Kommersant. Parallèlement, en France, la Caisse des Dépôts et Consignations (CDC) travaillait activement pour faire racheter en partie Gefco par des investisseurs français.
En octobre 2018, Gefco annonce préparer une introduction en bourse pour 2019. RZD baisserait alors sa participation à moins de 50 % et PSA vers 10 %. Le 25 mai 2020, Oleg Belozerov, président du conseil de surveillance de Gefco et président de la Compagnie des chemins de fer russes, manifeste auprès du président russe Vladimir Poutine sa volonté de réduire les investissements.
L'entreprise souhaite revendre les parts détenues par les russes en 2022, soit 75% de son capital. Début avril 2022, CMA CGM annonce acquérir ces parts avant de reprendre l'ensemble du capital.

## Métiers et activités

### Chaine logistique automobile
Gefco travaille aujourd'hui avec de nombreux grands groupes industriels (General Motors, Renault, Toyota, Ford, Volkswagen, BMW...). Gefco prend en charge la chaîne d'approvisionnement de ces groupes. Il met également à disposition différents savoir-faire indispensables comme l'ingénierie logistique, le transport multimodal, la préparation et le stockage de véhicules et leur distribution.

### Ingénierie douanière et fiscale
Dans 103 pays, Gefco propose la réalisation des opérations douanières et de représentation fiscale. Implanté à l'international, le groupe propose aux entreprises de faire face aux enjeux sécuritaires et financiers liés à leur déplacement.

### Russie et région 1520
La zone 1520 est appelée ainsi en raison de l'écartement entre les rails en Russie et dans les pays limitrophes, à savoir 1 520 mm. L'actionnaire principal de Gefco, le groupe RZD, est responsable du réseau ferroviaire de cette région. Le groupe russe peut ainsi proposer un accès aux zones complexes du territoire.

## Implantation
Au 31 décembre 2015, le groupe dispose de 41 filiales réparties sur cinq continents au nombre desquelles se distingue Chronotruck, une plateforme de mise en relation en temps réel entre expéditeurs de marchandises et transporteurs professionnels.

## Direction

### Actionnariat
En décembre 2012, 75 % des parts de Gefco sont acquises par RZD, la Compagnie des chemins de fer russes, pour 800 millions d'euros. Ce groupe fait partie des premiers réseaux ferroviaires mondiaux. Les 25 % restant des parts sont revenues à PSA Peugeot Citroën.

### Personnes clés
- Luc Nadal (président du directoire)[27]
- Oleg Belozerov (président du conseil de surveillance)[28]

## Controverses
En 2021, après quatre ans d'enquête de l'Office central de lutte contre le travail illégal, plusieurs cadres de la société, dont le PDG Luc Nadal en tant que responsable légal de Gefco, sont mis en examen pour « recours en bande organisée au service d’une personne exerçant un travail dissimulé ». En 2012, Luc Nadal, alors ancien directeur général adjoint chargé de Geodis, le pôle transport ferroviaire de la SNCF, avait été condamné par la justice pour « prise illégale d'intérêt par un chargé de mission de service public dans une affaire dont il assure le paiement ou la liquidation » et avait fait appel. Dans l'affaire de 2021, il a été placé sous le statut de témoin assisté.
L'enquête avait été lancée à partir de 2017, après un contrôle de la DREAL. Gefco est suspecté d’avoir bénéficié d’un système illégal de « prêt de salariés » par des entreprises polonaises et slovaques,. Pour l'Urssaf, le préjudice se monterait à 800 000 euros entre les années 2015 et 2018. Le procureur de la République de Vesoul, Emmanuel Dupic, précise que sur une base logistique à Quincey, qui aurait été gérée par la Gefco de Noidans-lès-Vesoul, ont été découverts 35 chauffeurs vivant « dans des conditions très indignes », des routiers de Pologne et de Slovaquie travaillant régulièrement sur le territoire français, sans être déclarés ni en France ni dans leur pays d'origine,,. « Je me réjouis de la mise à jour de cette présomption de fraude d’ampleur », a commenté le ministre des transports Jean-Baptiste Djebbari.